# トルネード竜巻
トルネード竜巻（トルネードたつまき）は、日本のバンド。2009年活動休止。休止前の所属事務所はスピードスター・ミュージック、所属レコードレーベルはSPEEDSTAR RECORDS。

## 略歴
1998年6月、慶應義塾大学湘南藤沢キャンパスの音楽サークルにて結成された。もともとはキーボードの曽我とギターの二木を中心とした器楽曲バンドであったが、ボーカルの名嘉、ドラムの柿澤を迎えてポップス・バンドに生まれ変わった。インディーズで発表した2枚のミニ・アルバムが好評を得た後、2004年2月にシングル「ブレイド」でメジャー・デビュー。2009年2月7日、公式サイトにて当面の活動休止が発表された。

## メンバー
- 名嘉 真祈子（なか まきこ、1980年2月1日生まれ、沖縄県出身、AB型）
  - ボーカル担当。
  - 活動休止後は常盤ゆうのバンド「ぱいなっぷるくらぶ」などで活動。
  - School Food Punishmentのサポートメンバー（コーラス担当）。
- 曽我 淳一（そが じゅんいち、1976年5月23日生まれ、神奈川県出身、A型）
  - キーボード担当。
  - 活動休止後は桑田佳祐・清浦夏実・つじあやののサポートなどを行う。
  - 映画「魁!!男塾」の音楽を担当。
  - アニメ「鬼灯さん家のアネキ」の音楽を担当。
- 二木 大介（ふたき だいすけ、1978年1月5日生まれ、愛知県出身、O型）
  - ギター担当。
  - 活動休止後はQuinka, with a Yawnのサポート、Webデザイナーとして活動。
- 柿澤 龍介（かきざわ りゅうすけ、1976年7月21日生まれ、神奈川県出身、A型）
  - ドラム&タブラ担当。
  - 活動休止後は音楽活動の傍ら音楽講師も務める。
  - Hot Buttered Loveのサポートメンバー。

### サポートメンバー
- 御供 信弘（みとも のぶひろ）
  - ベース担当。
  - 正式メンバーではないが、ほぼ全てのレコーディング・大半のライブに参加。

## 音楽
ジャズやプログレッシブ・ロックの要素、轟音ギターやノイズを織り交ぜたポップミュージックを制作。大半の楽曲の作詞・作曲は曽我、もしくは曽我と名嘉による。

### 作曲
最初期からアルバム「アラートボックス」までは、転調・転拍子の多用や別々に作られたフレーズを繋ぎ合わせたような曲が多く見られた。代表として、ワンコーラスでホ長調￫ハ長調￫嬰ヘ長調、Cメロから最後のサビに向けてニ長調￫ト長調と小刻みな転調を繰り返す「ブレイド」などがあげられる。
これらの中にはトータルで4拍子になるよう4+3拍子と4+5拍子を組み合わせた「ローカルメトロ」のように明確な意図を感じさせるものもあるが、プリプロダクション時のアレンジ「夜明けのDAWN」から「恋にことば」への変遷のように、手直しを繰り返したプロセスが垣間見えるものもある。
曽我が「15分で書き上げた」という「パークサイドは夢の中」以降、「言葉のすきま」「サンデイ」のように、一つのフレーズ・一つのコード進行を生かした曲が増えてきている。

### 作詞
いわゆるラブソングこそほとんどないものの、曲とは対照的に一貫して平易な言葉で綴られている。

## ディスコグラフィー

### 配信限定
1. 「ログ」 2005年12月9日[注 1]

## ミュージック・ビデオ
| 監督                | 曲名                                         |
| 島田大介            | 「ブレイド」「言葉のすきま」「恋にことば」   |
| 島田大介+四つ葉加工 | 「Fairview 〜眺めの良い景色」                |
| 不明                | 「パークサイドは夢の中」「風向きアンブレラ」 |

## タイアップ
| 曲名     | タイアップ                             |
| -------- | -------------------------------------- |
| ブレイド | TBS系列COUNT DOWN TVオープニングテーマ |

## 主な活動
- トルネード竜巻自らが主催するライブイベント「One night robot Kicks the rock（通称OK）」を定期的に開催。
- Web上でApple Computerやドルビーの日本法人サイトとのコラボレーションを展開している。